# Charles A. Crow

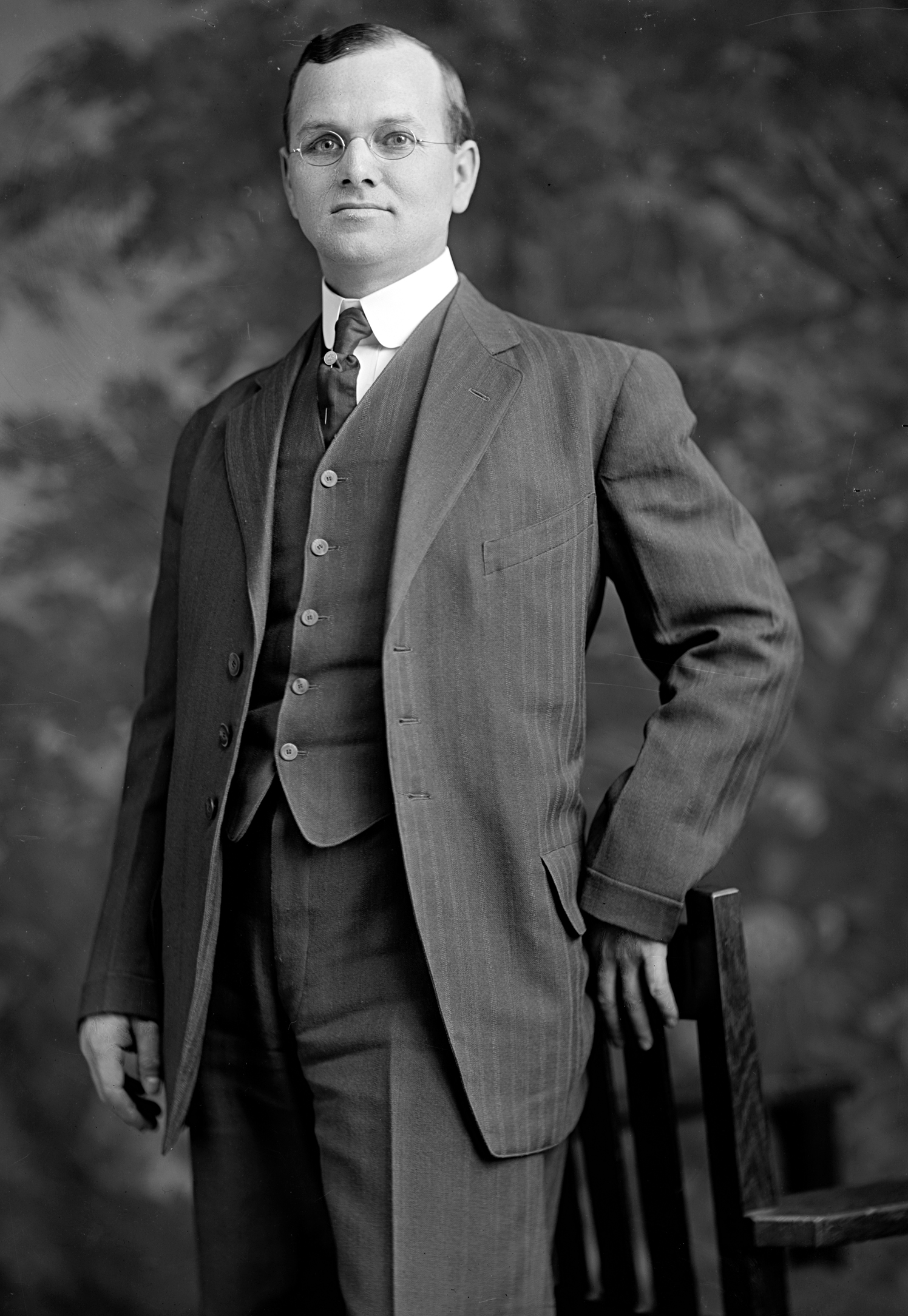
Charles A. Crow

Charles Augustus Crow (* 31. März 1873 bei Sikeston, Missouri; † 20. März 1938 in Campbell, Missouri) war ein US-amerikanischer Politiker. Zwischen 1909 und 1911 vertrat er den Bundesstaat Missouri im US-Repräsentantenhaus.

## Werdegang
Charles Crow besuchte die öffentlichen Schulen seiner Heimat und zog im Jahr 1896 auf eine Farm nahe Bernie, wo er in der Landwirtschaft arbeitete. Im Jahr 1901 zog er nach Caruthersville; dort war er in der Immobilienbranche und im Versicherungswesen tätig. Zwischen 1902 und 1909 fungierte er auch als Posthalter seiner neuen Heimatstadt. Gleichzeitig begann er als Mitglied der Republikanischen Partei eine politische Laufbahn.
Bei den Kongresswahlen des Jahres 1908 wurde Crow Partei im 14. Wahlbezirk von Missouri in das US-Repräsentantenhaus in Washington, D.C. gewählt, wo er am 4. März 1909 die Nachfolge von Joseph J. Russell antrat, den er bei der Wahl geschlagen hatte. Da er im Jahr 1910 gegen Russell verlor, konnte er bis zum 3. März 1911 nur eine Legislaturperiode im Kongress absolvieren. Nach seinem Ausscheiden aus dem US-Repräsentantenhaus arbeitete Crow wieder in der Landwirtschaft, im Immobiliengeschäft und in der Versicherungsbranche. Politisch ist er nicht mehr in Erscheinung getreten. Er starb am 30. März 1938 in Campbell.
Er ist ein Urgroßvater der US-Sängerin Sheryl Crow.